# Elecciones departamentales de Francia de 2015
Las elecciones departamentales de Francia de 2015 fueron unos comicios efectuados para elegir a los 100 miembros de los consejos generales de los departamentos de Francia, se celebraron entre los días 22 y 29 de marzo de 2015.

## Sistema electoral previo a 2015
- La circunscripción electoral era el Cantón; la Asamblea Departamental contaba con tantos consejeros generales como cantones tuviera el Departamento.
- Un candidato debe asegurar los votos de al menos el 25% de los votantes registrados del cantón y más del 50% del número total de votos efectivamente emitidos en la primera ronda de votación para ser elegido automáticamente. Si ningún candidato satisface estas condiciones, a continuación, una segunda ronda de votación se lleva a cabo una semana después.
- Con derecho a presentarse en la segunda ronda son los dos candidatos que hayan obtenido el mayor número de votos en la primera ronda, además de cualquier otro candidato o candidatos que hayan recibido los votos de al menos el 12,5% de los inscritos para votar en el cantón.
- En la segunda vuelta, el candidato que reciba el mayor número de votos (incluso de manera simple) es elegido.

Sin embargo, el 17 de mayo de 2013 se aprobó una nueva ley por la que se establece un sistema binominal, mediante el cual en cada cantón se elige un binomio (hombre y mujer) mediante el mismo sistema que había anteriormente, pero que necesitó de una modificación de la planta cantonal. Los Prefectos propusieron un nuevo mapa cantonal que fue aprobado en cada territorio por el Ministerio del Interior, y todos los departamentos conocieron su nueva demarcación cantonal previamente a las elecciones cantonales de marzo de 2015.
Hay excepciones a esta norma:
- París, cuyo caso es excepcional al ser tanto Comuna como Departamento.
- Algunas regiones de ultramar que tienen el Estatus de Colectividad Única.
- El Departamento del Ródano, ya que constituye una demarcación departamental como circunscripción administrativa del Estado, pero cuyo gobierno supralocal se encuentra dividido en dos entidades, la Metrópoli de Lyon y el Consejo General del Ródano en la parte de este Departamento no afectada por la conurbación lyonesa.

## Contexto
La situación política en Francia era un tema de debate en la política europea a nivel general tras los resultados electorales de las elecciones europeas de 2014 en este país, en los cuales el Frente Nacional de la política francesa Marine Le Pen quedó como primera fuerza política por delante de los tradicionales partidos tanto de izquierda como de derecha.
Este resultado cosechado por el Frente Nacional, un partido cercano a la extrema-derecha política, convirtió a Marine Le Pen en la figura política más prominente de Francia en ese momento, así como también sirvió para levantar el miedo sobre la sombra del neo-fascismo en Europa.
Otro de los aspectos notables de la campaña fue la vuelta de Nicolas Sarkozy a la política francesa después de que abandonase la misma en 2012 por los escándalos de corrupción que le rodeaban. Esta vuelta fue definida por el mismo como motivada por “la desesperanza, la cólera y la ausencia de perspectivas” de la Francia que se estaba orquestando con la subida del FN.

## Sondeos
La campaña electoral de estas elecciones empezó con el Frente Nacional como el partido favorito para el electorado francés. Muchos medios, tanto franceses como extranjeros comenzaron a enfocarse en los candidatos de dicho partido, entre estos medios, el periódico The Huffington Post elaboró un artículo con 100 candidatos del FN que tenían cuentas pendientes con la justicia o que están envueltos en polémicas de índole antisemita, racista, machista... Marine Le Pen llamó a estos casos "casos aislados", mientras que su padre, Jean-Marie Le Pen los calificó como "deslizamientos estéticos", referido a que afeaban la imagen pública del FN.

## Tras las elecciones
Después de conocerse los resultados de la primera vuelta, Sarkozy dio una rueda de prensa en la que ya entonces declaró triunfalmente su victoria en las elecciones, la cual aún no era definitiva. Después de que se conocieran los resultados de la segunda vuelta electoral en el que la coalición de Centro-Derecha encabezada por el expresidente francés Nicolás Sarkozy, este hizo unas declaraciones triunfalistas a los medios en las que repetía notablemente la palabra "jamais" ("jamás" en español) para calificar su histórico resultado.

La derecha y el centro hemos ganado claramente las elecciones. Nunca en la V república nuestra familia política había obtenido tantos departamentos.
Nicolás Sarkozy sobre los resultados en la segunda vuelta.